# علاء المرافي
علاء عمير المرافي (مواليد 31 أغسطس 1996) لاعب كرة قدم أردني يجيد اللعب في مركز الهجوم مع الفيصلي في الدوري الأردني.